# Liste der denkmalgeschützten Objekte in Hallein-Hallein/P–Z
Die Liste der denkmalgeschützten Objekte in Hallein-Hallein enthält die 319 denkmalgeschützten, unbeweglichen Objekte der Katastralgemeinde Hallein (Straßennamen P–Z) der Stadt Hallein im salzburgischen Bezirk Hallein.

## Denkmäler
| Foto |                 | Denkmal                                                                                              | Standort                                         | Beschreibung | Metadaten |
| ---- | --------------- | --- | ------------------------------------------------ | --- | --- |
| ja   | Datei hochladen | Bürgerhaus HERIS-ID: 9268 Objekt-ID: 5240                                                            | Pangrazgasse 1 Standort KG: Hallein              | | BDA-Hist.: Q38032065 Status: Bescheid Stand der BDA-Liste: 2025-06-30 Name: Bürgerhaus GstNr.: .269                                                                                               |
| ja   | Datei hochladen | Bürgerhaus HERIS-ID: 9269 Objekt-ID: 5241                                                            | Pangrazgasse 2 Standort KG: Hallein              | | BDA-Hist.: Q38032099 Status: Bescheid Stand der BDA-Liste: 2025-06-30 Name: Bürgerhaus GstNr.: .601 Pangratzgasse 2, Hallein                                                                      |
| ja   | Datei hochladen | Portal und Einfriedung des ehem. Pfleggartens HERIS-ID: 8905 Objekt-ID: 4868                         | Pernerinsel, Pfleggartenweg Standort KG: Hallein | | BDA-Hist.: Q38022671 Status: § 2a Stand der BDA-Liste: 2025-06-30 Name: Portal und Einfriedung des ehem. Pfleggartens GstNr.: 95 Portal and wall Pfleggarten Hallein                              |
| ja   | Datei hochladen | Roter Ziegelstadel HERIS-ID: 8906 Objekt-ID: 4869                                                    | Pernerweg 1 Standort KG: Hallein                 | | BDA-Hist.: Q38022724 Status: Bescheid Stand der BDA-Liste: 2025-06-30 Name: Roter Ziegelstadel GstNr.: .461 Ziegelstadel (Hallein)                                                                |
| ja   | Datei hochladen | Saigerhaus (Haus mit Mauer des ehem. Mautsudhauses) HERIS-ID: 9270 Objekt-ID: 5242                   | Pfannhauserplatz 1 Standort KG: Hallein          | Das viergeschoßige Saigerhaus wurde um 1600 erbaut. | BDA-Hist.: Q38032124 Status: Bescheid Stand der BDA-Liste: 2025-06-30 Name: Saigerhaus (Haus mit Mauer des ehem. Mautsudhauses) GstNr.: .148, 295/62                                              |
| ja   | Datei hochladen | Wohnhaus, Hundshaus HERIS-ID: 9271 Objekt-ID: 5243                                                   | Pfannhauserplatz 2 Standort KG: Hallein          | Das Hundshaus stammt ursprünglich aus dem 15. Jahrhundert. | BDA-Hist.: Q38032167 Status: Bescheid Stand der BDA-Liste: 2025-06-30 Name: Wohnhaus, Hundshaus GstNr.: .149/1                                                                                    |
| ja   | Datei hochladen | Brunnen am Pfannhauserplatz HERIS-ID: 9386 Objekt-ID: 5359                                           | vor Pfannhauserplatz 4 Standort KG: Hallein      | Der barocke Wandbrunnen am Pfannhauserplatz ist mit 1770 bezeichnet. | BDA-Hist.: Q38035265 Status: Bescheid Stand der BDA-Liste: 2025-06-30 Name: Brunnen am Pfannhauserplatz GstNr.: 77/2                                                                              |
| ja   | Datei hochladen | Bürgerhaus HERIS-ID: 9272 Objekt-ID: 5244                                                            | Pfarrgasse 1 Standort KG: Hallein                | | BDA-Hist.: Q38032218 Status: Bescheid Stand der BDA-Liste: 2025-06-30 Name: Bürgerhaus GstNr.: .367                                                                                               |
| ja   | Datei hochladen | Wohnhaus HERIS-ID: 9273 Objekt-ID: 5245                                                              | Pfarrgasse 2 Standort KG: Hallein                | Das dreigeschoßige Wohnhaus wurde laut einer Wappentafel im Jahr 1617 erbaut. | BDA-Hist.: Q38032238 Status: Bescheid Stand der BDA-Liste: 2025-06-30 Name: Wohnhaus GstNr.: .70                                                                                                  |
| ja   | Datei hochladen | Bürgerhaus HERIS-ID: 9274 Objekt-ID: 5246                                                            | Pfarrgasse 3 Standort KG: Hallein                | | BDA-Hist.: Q38032298 Status: Bescheid Stand der BDA-Liste: 2025-06-30 Name: Bürgerhaus GstNr.: .366                                                                                               |
| ja   | Datei hochladen | Bürgerhaus mit Pranger HERIS-ID: 9275 Objekt-ID: 5247                                                | Pfarrgasse 4 Standort KG: Hallein                | Das dreigeschoßige Eckhaus ist mit 1748 bezeichnet. | BDA-Hist.: Q38032331 Status: Bescheid Stand der BDA-Liste: 2025-06-30 Name: Bürgerhaus mit Pranger GstNr.: .361                                                                                   |
| ja   | Datei hochladen | Bürgerhaus HERIS-ID: 9276 Objekt-ID: 5248                                                            | Pfarrgasse 5 Standort KG: Hallein                | Das Bürgerhaus fällt durch sein von der Gasse aus sichtbares Grabendach auf. | BDA-Hist.: Q38032345 Status: Bescheid Stand der BDA-Liste: 2025-06-30 Name: Bürgerhaus GstNr.: .363                                                                                               |
| ja   | Datei hochladen | Haushaltungsschule HERIS-ID: 9277 Objekt-ID: 5249                                                    | Pfarrgasse 6 Standort KG: Hallein                | | BDA-Hist.: Q38032390 Status: Bescheid Stand der BDA-Liste: 2025-06-30 Name: Haushaltungsschule GstNr.: .360                                                                                       |
| ja   | Datei hochladen | Bürgerhaus HERIS-ID: 9278 Objekt-ID: 5250                                                            | Pfarrgasse 7 Standort KG: Hallein                | | BDA-Hist.: Q38032408 Status: Bescheid Stand der BDA-Liste: 2025-06-30 Name: Bürgerhaus GstNr.: .362                                                                                               |
| ja   | Datei hochladen | Don Bosco-Heim HERIS-ID: 9279 Objekt-ID: 5251                                                        | Pfarrgasse 8 Standort KG: Hallein                | Das viergeschoßige Don-Bosco-Heim wurde im Jahr 1960 umgebaut. | BDA-Hist.: Q38032461 Status: Bescheid Stand der BDA-Liste: 2025-06-30 Name: Don Bosco-Heim GstNr.: .359                                                                                           |
| ja   | Datei hochladen | Bürgerhaus HERIS-ID: 9280 Objekt-ID: 5252                                                            | Pfarrgasse 9 Standort KG: Hallein                | | BDA-Hist.: Q38032508 Status: Bescheid Stand der BDA-Liste: 2025-06-30 Name: Bürgerhaus GstNr.: .401/1                                                                                             |
| ja   | Datei hochladen | Bürgerhaus HERIS-ID: 9281 Objekt-ID: 5253                                                            | Pfarrgasse 11 Standort KG: Hallein               | | BDA-Hist.: Q38032526 Status: Bescheid Stand der BDA-Liste: 2025-06-30 Name: Bürgerhaus GstNr.: .401/2                                                                                             |
| ja   | Datei hochladen | Ehem. Pflegeramt, Albrechtshaus HERIS-ID: 9282 Objekt-ID: 5254                                       | Pflegerplatz 1, 2 Standort KG: Hallein           | Das dreigeschoßige Albrechtshaus wurde 1574 erbaut und erhielt 1621 den Pflegturm im Südosten. | BDA-Hist.: Q38032547 Status: Bescheid Stand der BDA-Liste: 2025-06-30 Name: Ehem. Pflegeramt, Albrechtshaus GstNr.: .143/2 Pflegerplatz 1, Hallein                                                |
| ja   | Datei hochladen | Ehem. Salinenverwaltung HERIS-ID: 9283 Objekt-ID: 5255                                               | Pflegerplatz 3, 4 Standort KG: Hallein           | Die ehemalige Salinenverwaltung ist ein Baukomplex aus dem Jahr 1654. | BDA-Hist.: Q38032584 Status: Bescheid Stand der BDA-Liste: 2025-06-30 Name: Ehem. Salinenverwaltung GstNr.: .143/1                                                                                |
| ja   | Datei hochladen | Keltenmuseum, ehem. Salinenverwaltung HERIS-ID: 9284 Objekt-ID: 5256                                 | Pflegerplatz 5 Standort KG: Hallein              | Das Keltenmuseum ist im Mitte des 17. Jahrhunderts entstandenen Komplexes des Salinenverwaltungsgebäudes untergebracht, das 1993–1995 von Heinz Tesar und noch einmal 2004 vom Architekturbüro HALLE 1 adaptiert wurde. | BDA-Hist.: Q122803078 Status: Bescheid Stand der BDA-Liste: 2025-06-30 Name: Keltenmuseum, ehem. Salinenverwaltung GstNr.: .195 Pfleghaus Hallein                                                 |
| ja   | Datei hochladen | Salinenkapelle, Pflegekapelle zum Hl. Geist HERIS-ID: 8904 Objekt-ID: 4867                           | Pfleggartenweg 2 Standort KG: Hallein            | Die Pflegekapelle zum Hl. Geist auf der Pernerinsel stammt vermutlich aus dem frühen 17. Jahrhundert. An den schlichten Bau schließt im Süden das ehemalige Mesnerwohnhaus an. Der Altar aus der Mitte des 18. Jahrhunderts stand einst in der abgebrochenen St. Ursula-Kapelle. Die Figur einer thronenden Madonna mit Kind entstand um 1450.                                                                          | BDA-Hist.: Q38022634 Status: Bescheid Stand der BDA-Liste: 2025-06-30 Name: Salinenkapelle, Pflegekapelle zum Hl. Geist GstNr.: .193 Salinen-Kapelle Hallein                                      |
| ja   | Datei hochladen | Wohnhaus HERIS-ID: 9285 Objekt-ID: 5257                                                              | Postgasse 1 Standort KG: Hallein                 | Das dreigeschoßige Wohnhaus wurde um 1921 errichtet. | BDA-Hist.: Q38032617 Status: Bescheid Stand der BDA-Liste: 2025-06-30 Name: Wohnhaus GstNr.: .80                                                                                                  |
| ja   | Datei hochladen | Bürgerhaus HERIS-ID: 9286 Objekt-ID: 5258                                                            | Postgasse 3 Standort KG: Hallein                 | | BDA-Hist.: Q38032646 Status: Bescheid Stand der BDA-Liste: 2025-06-30 Name: Bürgerhaus GstNr.: .81 Postgasse 3, Hallein                                                                           |
| ja   | Datei hochladen | Wohnhaus HERIS-ID: 9288 Objekt-ID: 5260                                                              | Rainerkai 2 Standort KG: Hallein                 | | BDA-Hist.: Q38032716 Status: Bescheid Stand der BDA-Liste: 2025-06-30 Name: Wohnhaus GstNr.: 99/4                                                                                                 |
| ja   | Datei hochladen | Bürgerhaus HERIS-ID: 9289 Objekt-ID: 5261                                                            | Raitenaustraße 2 Standort KG: Hallein            | | BDA-Hist.: Q38032750 Status: Bescheid Stand der BDA-Liste: 2025-06-30 Name: Bürgerhaus GstNr.: .279                                                                                               |
| ja   | Datei hochladen | Bürgerhaus HERIS-ID: 9290 Objekt-ID: 5262                                                            | Raitenaustraße 3 Standort KG: Hallein            | | BDA-Hist.: Q38032795 Status: Bescheid Stand der BDA-Liste: 2025-06-30 Name: Bürgerhaus GstNr.: .265                                                                                               |
| ja   | Datei hochladen | Bürgerhaus mit Nepomuk-Statue HERIS-ID: 9291 Objekt-ID: 5263                                         | Raitenaustraße 4 Standort KG: Hallein            | | BDA-Hist.: Q38032805 Status: Bescheid Stand der BDA-Liste: 2025-06-30 Name: Bürgerhaus mit Nepomuk-Statue GstNr.: .281                                                                            |
| ja   | Datei hochladen | Ehem. Standort des Sudhauses Ruprecht, Raiffeisenkasse HERIS-ID: 9292 Objekt-ID: 5264                | Robertplatz 1 Standort KG: Hallein               | Das ehemalige Sudhaus Ruprecht stammte aus der Zeit um 1600. Im Jahr 1863 erfolgte der Neubau des Wohnhauses. | BDA-Hist.: Q38032840 Status: Bescheid Stand der BDA-Liste: 2025-06-30 Name: Ehem. Standort des Sudhauses Ruprecht, Raiffeisenkasse GstNr.: .79 Robertplatz 1 (Hallein)                            |
| ja   | Datei hochladen | Bürgerhaus HERIS-ID: 9293 Objekt-ID: 5265                                                            | Robertplatz 2 Standort KG: Hallein               | | BDA-Hist.: Q38032894 Status: Bescheid Stand der BDA-Liste: 2025-06-30 Name: Bürgerhaus GstNr.: .138                                                                                               |
| ja   | Datei hochladen | Bürgerhaus HERIS-ID: 9287 Objekt-ID: 5259                                                            | Ruprechtgasse 1 Standort KG: Hallein             | | BDA-Hist.: Q38032660 Status: Bescheid Stand der BDA-Liste: 2025-06-30 Name: Bürgerhaus GstNr.: .83                                                                                                |
| ja   | Datei hochladen | Bürgerhaus HERIS-ID: 9294 Objekt-ID: 5266                                                            | Ruprechtgasse 2 Standort KG: Hallein             | | BDA-Hist.: Q38032928 Status: Bescheid Stand der BDA-Liste: 2025-06-30 Name: Bürgerhaus GstNr.: .137                                                                                               |
| ja   | Datei hochladen | Bürgerhaus HERIS-ID: 9295 Objekt-ID: 5267                                                            | Ruprechtgasse 3 Standort KG: Hallein             | | BDA-Hist.: Q38032958 Status: Bescheid Stand der BDA-Liste: 2025-06-30 Name: Bürgerhaus GstNr.: .84                                                                                                |
| ja   | Datei hochladen | Bürgerhaus HERIS-ID: 9296 Objekt-ID: 5268                                                            | Ruprechtgasse 4 Standort KG: Hallein             | | BDA-Hist.: Q38032991 Status: Bescheid Stand der BDA-Liste: 2025-06-30 Name: Bürgerhaus GstNr.: .136                                                                                               |
| ja   | Datei hochladen | Bürgerhaus HERIS-ID: 9297 Objekt-ID: 5269                                                            | Ruprechtgasse 6 Standort KG: Hallein             | | BDA-Hist.: Q38033027 Status: Bescheid Stand der BDA-Liste: 2025-06-30 Name: Bürgerhaus GstNr.: .135                                                                                               |
| ja   | Datei hochladen | Hochwasserdenkmal HERIS-ID: 10688 Objekt-ID: 6749                                                    | Salzachtalstraße Standort KG: Hallein            | | BDA-Hist.: Q38076461 Status: § 2a Stand der BDA-Liste: 2025-06-30 Name: Hochwasserdenkmal GstNr.: 451/23                                                                                          |
| ja   | Datei hochladen | Wohnhaus HERIS-ID: 9116 Objekt-ID: 5084                                                              | Salzburgerstraße 1 Standort KG: Hallein          | | BDA-Hist.: Q38027730 Status: Bescheid Stand der BDA-Liste: 2025-06-30 Name: Wohnhaus GstNr.: .30                                                                                                  |
| ja   | Datei hochladen | Wohnhaus mit Stadtmauer HERIS-ID: 9114 Objekt-ID: 5082                                               | Salzburgerstraße 4 Standort KG: Hallein          | | BDA-Hist.: Q38027685 Status: Bescheid Stand der BDA-Liste: 2025-06-30 Name: Wohnhaus mit Stadtmauer GstNr.: .27                                                                                   |
| ja   | Datei hochladen | Leprosenhauskapelle hl. Martin HERIS-ID: 8902 Objekt-ID: 4865                                        | neben Salzburgerstraße 14 Standort KG: Hallein   | Der kleine spätgotische Bau in Hanglage steht heute unmittelbar an der Bundesstraße nach Kaltenhausen. Über dem steilen Schindelsatteldach erhebt sich ein Dachreiter mit Glockenhelm. Im Inneren des Langhauses mit spätgotischem Vierrautensterngewölbe sind Schriftfragmente und Malereien aus dem 15. bis 17. Jahrhundert erhalten.                                                                                 | BDA-Hist.: Q38022511 Status: Bescheid Stand der BDA-Liste: 2025-06-30 Name: Leprosenhauskapelle hl. Martin GstNr.: .6 Leprosenhauskapelle Kaltenhausen                                            |
| ja   | Datei hochladen | Wohnhaus HERIS-ID: 9298 Objekt-ID: 5270                                                              | Salzgasse 1 Standort KG: Hallein                 | | BDA-Hist.: Q38033046 Status: Bescheid Stand der BDA-Liste: 2025-06-30 Name: Wohnhaus GstNr.: .206                                                                                                 |
| ja   | Datei hochladen | Bürgerhaus HERIS-ID: 9299 Objekt-ID: 5271                                                            | Salzgasse 3 Standort KG: Hallein                 | Das zweigeschoßige Gebäude aus dem 16. Jahrhundert weist einen hölzernen Balkonvorbau im Obergeschoß sowie einen gemauerten Verbindungsweg zum Lagerhaus auf. | BDA-Hist.: Q38033067 Status: Bescheid Stand der BDA-Liste: 2025-06-30 Name: Bürgerhaus GstNr.: .207                                                                                               |
| ja   | Datei hochladen | Wohnhaus, Lagerhaus HERIS-ID: 9300 Objekt-ID: 5272                                                   | Salzgasse 4 Standort KG: Hallein                 | Beim Lagerhaus mit Verbindungsgang zum gegenüber stehenden Wohnhaus ist im Untergeschoß das Bruchsteinmauerwerk sichtbar. | BDA-Hist.: Q38033079 Status: Bescheid Stand der BDA-Liste: 2025-06-30 Name: Wohnhaus, Lagerhaus GstNr.: .220/2                                                                                    |
| ja   | Datei hochladen | Bürgerhaus HERIS-ID: 9301 Objekt-ID: 5273                                                            | Salzgasse 5 Standort KG: Hallein                 | Ein Rundbogenportal führt in das zweigeschoßige Bürgerhaus mit Grabendach. | BDA-Hist.: Q38033088 Status: Bescheid Stand der BDA-Liste: 2025-06-30 Name: Bürgerhaus GstNr.: .209                                                                                               |
| ja   | Datei hochladen | Bürgerhaus mit Stadtmauer HERIS-ID: 9302 Objekt-ID: 5274                                             | Schanzplatz 1 Standort KG: Hallein               | Das Bürgerhaus wurde wesentlich später an das Griestor angebaut; seine Südwand bildet die Stadtmauer. | BDA-Hist.: Q38033099 Status: Bescheid Stand der BDA-Liste: 2025-06-30 Name: Bürgerhaus mit Stadtmauer GstNr.: .287                                                                                |
| ja   | Datei hochladen | Griestor, ehem. Heimatmuseum HERIS-ID: 9303 Objekt-ID: 5275                                          | Schanzplatz 2 Standort KG: Hallein               | Das traufständige Haus ist an das Griestor angebaut. Es ist im Kern mittelalterlich; die Fassade wurde jedoch später erneuert. | BDA-Hist.: Q38033110 Status: Bescheid Stand der BDA-Liste: 2025-06-30 Name: Griestor, ehem. Heimatmuseum GstNr.: .286, .294                                                                       |
| ja   | Datei hochladen | Bürgerhaus mit Stadtmauer HERIS-ID: 9304 Objekt-ID: 5276                                             | Schanzplatz 4 Standort KG: Hallein               | | BDA-Hist.: Q38033121 Status: Bescheid Stand der BDA-Liste: 2025-06-30 Name: Bürgerhaus mit Stadtmauer GstNr.: .295                                                                                |
| ja   | Datei hochladen | Bürgerhaus HERIS-ID: 9305 Objekt-ID: 5277                                                            | Schanzplatz 5 Standort KG: Hallein               | | BDA-Hist.: Q38033131 Status: Bescheid Stand der BDA-Liste: 2025-06-30 Name: Bürgerhaus GstNr.: .285                                                                                               |
| ja   | Datei hochladen | Ehem. Stampflbräu HERIS-ID: 9306 Objekt-ID: 5278                                                     | Schiemerstraße 2 Standort KG: Hallein            | Das fünfgeschoßige Gebäude stammt aus dem 16. und 17. Jahrhundert und wurde seit 1732 als Brauhaus genutzt. Ab 1974 wurde der große Gebäudekomplex mit polygonalen Eckerkern umgebaut und aufgestockt. | BDA-Hist.: Q38033149 Status: Bescheid Stand der BDA-Liste: 2025-06-30 Name: Ehem. Stampflbräu GstNr.: .187                                                                                        |
| ja   | Datei hochladen | Bürgerhaus HERIS-ID: 9307 Objekt-ID: 5279                                                            | Schiemerstraße 3 Standort KG: Hallein            | | BDA-Hist.: Q38033154 Status: Bescheid Stand der BDA-Liste: 2025-06-30 Name: Bürgerhaus GstNr.: .153                                                                                               |
| ja   | Datei hochladen | Bürgerhaus HERIS-ID: 9308 Objekt-ID: 5280                                                            | Schiemerstraße 6 Standort KG: Hallein            | | BDA-Hist.: Q38033166 Status: Bescheid Stand der BDA-Liste: 2025-06-30 Name: Bürgerhaus GstNr.: .185, .186                                                                                         |
| ja   | Datei hochladen | Bürgerhaus HERIS-ID: 9309 Objekt-ID: 5281                                                            | Schiemerstraße 8 Standort KG: Hallein            | | BDA-Hist.: Q38033170 Status: Bescheid Stand der BDA-Liste: 2025-06-30 Name: Bürgerhaus GstNr.: .184/2                                                                                             |
| ja   | Datei hochladen | Bürgerspital HERIS-ID: 9310 Objekt-ID: 5282                                                          | Schifferplatz 2 Standort KG: Hallein             | Der im Kern spätmittelalterliche Gebäudekomplex des ehemaligen Bürgerspitals entstand in mehreren Bauphasen. Anmerkung: Das ehemalige Bürgerspital mit der Bürgerspitalskapelle hl. Kreuz bilden einen Block mit den Adressen Bürgerspitalplatz 6, Schifferplatz 1 und 2. | BDA-Hist.: Q38033181 Status: Bescheid Stand der BDA-Liste: 2025-06-30 Name: Bürgerspital GstNr.: .171 Bürgerspital and church Holy Cross, Hallein                                                 |
| ja   | Datei hochladen | Colloredo-Sudhaus HERIS-ID: 9311 Objekt-ID: 5283                                                     | Schifferplatz 3 Standort KG: Hallein             | Das Sudhaus wurde 1798 errichtet, nach 1800 umgebaut und 1803 als solches aufgegeben, da es sich als technische Fehlkonstruktion erwies. Anschließend wurde es als Wohngebäude adaptiert. Es ist ein klassizistischer, vom Typus her eher einem Schloss gleichender Bau mit zwei Türmen an der Rückseite, am Frotnispiz der Vorderseite befindet sich eine Darstellung des Wappens von Erzbischof Hieronymus Colloredo. | BDA-Hist.: Q16054401 Status: Bescheid Stand der BDA-Liste: 2025-06-30 Name: Colloredo-Sudhaus GstNr.: .177 Colloredo-Sudhaus                                                                      |
| ja   | Datei hochladen | Wohnhaus HERIS-ID: 9312 Objekt-ID: 5284                                                              | Schifferplatz 4 Standort KG: Hallein             | | BDA-Hist.: Q38033230 Status: Bescheid Stand der BDA-Liste: 2025-06-30 Name: Wohnhaus GstNr.: .180/2                                                                                               |
| ja   | Datei hochladen | Bürgerhaus HERIS-ID: 9313 Objekt-ID: 5285                                                            | Schöndorferplatz 2 Standort KG: Hallein          | | BDA-Hist.: Q38033249 Status: Bescheid Stand der BDA-Liste: 2025-06-30 Name: Bürgerhaus GstNr.: .69 Schöndorferplatz 2, Hallein                                                                    |
| ja   | Datei hochladen | Bräuhaus, ehem. Gasthaus Goldener Löwe HERIS-ID: 9314 Objekt-ID: 5286                                | Schöndorferplatz 3 Standort KG: Hallein          | Das ehemalige Bräuhaus wurde 1490 erstmals urkundlich erwähnt und besteht aus zwei Gebäudeteilen. Der linke viergeschoßige Teil ist im Kern spätmittelalterlich; der vorspringende barocke Anbau mit Stuckumrahmung der Fenster stammt aus der Mitte des 18. Jahrhunderts. | BDA-Hist.: Q38033321 Status: Bescheid Stand der BDA-Liste: 2025-06-30 Name: Bräuhaus, ehem. Gasthaus Goldener Löwe GstNr.: .68 Schöndorferplatz 3, Hallein                                        |
| ja   | Datei hochladen | Ehem. Stadtgericht, Königlich bayrisches Amtsgericht, Kaffeeausschank HERIS-ID: 9315 Objekt-ID: 5287 | Schöndorferplatz 4 Standort KG: Hallein          | | BDA-Hist.: Q38033346 Status: Bescheid Stand der BDA-Liste: 2025-06-30 Name: Ehem. Stadtgericht, Königlich bayrisches Amtsgericht, Kaffeeausschank GstNr.: .66/1                                   |
| ja   | Datei hochladen | Khueffenhaus, Apotheke HERIS-ID: 9316 Objekt-ID: 5288                                                | Schöndorferplatz 5 Standort KG: Hallein          | | BDA-Hist.: Q38033397 Status: Bescheid Stand der BDA-Liste: 2025-06-30 Name: Khueffenhaus, Apotheke GstNr.: .65 Schöndorferplatz 5, Hallein                                                        |
| ja   | Datei hochladen | Bürgerhaus HERIS-ID: 9317 Objekt-ID: 5289                                                            | Schöndorferplatz 6 Standort KG: Hallein          | | BDA-Hist.: Q38033417 Status: Bescheid Stand der BDA-Liste: 2025-06-30 Name: Bürgerhaus GstNr.: .64                                                                                                |
| ja   | Datei hochladen | Bürgerhaus, Schaadhaus HERIS-ID: 9318 Objekt-ID: 5290                                                | Schöndorferplatz 7 Standort KG: Hallein          | Das viergeschoßige Bürgerhaus weist an der Hofseite barocke Wandmalereien eines pfeifenrauchenden Türken auf. | BDA-Hist.: Q38033465 Status: Bescheid Stand der BDA-Liste: 2025-06-30 Name: Bürgerhaus, Schaadhaus GstNr.: .63 Schöndorferplatz 7, Hallein                                                        |
| ja   | Datei hochladen | Bürgerhaus HERIS-ID: 9319 Objekt-ID: 5291                                                            | Schöndorferplatz 8 Standort KG: Hallein          | | BDA-Hist.: Q38033492 Status: Bescheid Stand der BDA-Liste: 2025-06-30 Name: Bürgerhaus GstNr.: .62                                                                                                |
| ja   | Datei hochladen | Bürgerhaus HERIS-ID: 9320 Objekt-ID: 5292                                                            | Schöndorferplatz 9 Standort KG: Hallein          | Das zweigeschoßige Bürgerhaus mit Satteldach ist im Kern spätmittelalterlich. | BDA-Hist.: Q38033502 Status: Bescheid Stand der BDA-Liste: 2025-06-30 Name: Bürgerhaus GstNr.: .101                                                                                               |
| ja   | Datei hochladen | Bürgerhaus HERIS-ID: 9321 Objekt-ID: 5293                                                            | Schöndorferplatz 10 Standort KG: Hallein         | Das zweigeschoßige Bürgerhaus mit Grabendach ist im Kerin spätmittelalterlich. | BDA-Hist.: Q38033550 Status: Bescheid Stand der BDA-Liste: 2025-06-30 Name: Bürgerhaus GstNr.: .96 Schöndorferplatz 10, Hallein                                                                   |
| ja   | Datei hochladen | Bürgerhaus HERIS-ID: 9322 Objekt-ID: 5294                                                            | Schöndorferplatz 11 Standort KG: Hallein         | | BDA-Hist.: Q38033579 Status: Bescheid Stand der BDA-Liste: 2025-06-30 Name: Bürgerhaus GstNr.: .95/1 Schöndorferplatz 11, Hallein                                                                 |
| ja   | Datei hochladen | Bürgerhaus, List-Haus HERIS-ID: 9323 Objekt-ID: 5295                                                 | Schöndorferplatz 12 Standort KG: Hallein         | Das abgefaste Segmentbogenportal des dreigeschoßigen Bürgerhauses ist mit 1559 bezeichnet. Der Erker in der Mitte des zweiten Geschoßes stammt aus dem 19. Jahrhundert. | BDA-Hist.: Q38033588 Status: Bescheid Stand der BDA-Liste: 2025-06-30 Name: Bürgerhaus, List-Haus GstNr.: .94                                                                                     |
| ja   | Datei hochladen | Bürgerhaus HERIS-ID: 9324 Objekt-ID: 5296                                                            | Schöndorferplatz 13 Standort KG: Hallein         | | BDA-Hist.: Q38033599 Status: Bescheid Stand der BDA-Liste: 2025-06-30 Name: Bürgerhaus GstNr.: .93                                                                                                |
| ja   | Datei hochladen | Rathaus HERIS-ID: 9325 Objekt-ID: 5297                                                               | Schöndorferplatz 14 Standort KG: Hallein         | Das im Kern wohl im 16. Jahrhundert entstandene Gebäude erlitt 1607 einen Brand. Der Rathausturm wurde 1836 aufgesetzt. Die Fassade wurde 1929 und 1980 renoviert. Das Gebäudeinnere wurde 1939 umgebaut. Die Fassadenmalerei Salzschifffahrt entstand nach einem Entwurf des Malers Theodor Kern. | BDA-Hist.: Q38033607 Status: Bescheid Stand der BDA-Liste: 2025-06-30 Name: Rathaus GstNr.: .92 Hallein Rathaus                                                                                   |
| ja   | Datei hochladen | Kriegerdenkmal am Schöndorferplatz HERIS-ID: 9381 Objekt-ID: 5354                                    | vor Schöndorferplatz 14 Standort KG: Hallein     | Das Kriegerdenkmal am Schöndorferplatz enthält eine Figurengruppe aus dem Jahr 1926. | BDA-Hist.: Q38035075 Status: Bescheid Stand der BDA-Liste: 2025-06-30 Name: Kriegerdenkmal am Schöndorferplatz GstNr.: 295/3 Hallein Kriegerdenkmal Schöndorferplatz                              |
| ja   | Datei hochladen | Ehem. Gasthaus Biene HERIS-ID: 9326 Objekt-ID: 5298                                                  | Schöndorferplatz 15 Standort KG: Hallein         | Das ehemalige Gasthaus mit Satteldach ist im Kern spätmittelalterlich. | BDA-Hist.: Q38033623 Status: Bescheid Stand der BDA-Liste: 2025-06-30 Name: Ehem. Gasthaus Biene GstNr.: .72                                                                                      |
| ja   | Datei hochladen | Wohnhaus HERIS-ID: 9327 Objekt-ID: 5299                                                              | Schöndorferplatz 16 Standort KG: Hallein         | | BDA-Hist.: Q38033635 Status: Bescheid Stand der BDA-Liste: 2025-06-30 Name: Wohnhaus GstNr.: .71                                                                                                  |
| ja   | Datei hochladen | Rest der ehem. Stiegenanlage zum Augustinerkloster und Bildstock HERIS-ID: 9445 Objekt-ID: 5419      | Schützengasse Standort KG: Hallein               | Die Stiegenanlage ist der letzte Rest des 1682 gegründeten Augustinerklosters, das 1801 als Kloster aufgehoben wurde, und nach einem Brand 1944 als Ruine fortbestand. 1962 wurde es abgetragen. Der Bildstock befindet sich links auf mittlerer Höhe. | BDA-Hist.: Q15694631 Status: Bescheid Stand der BDA-Liste: 2025-06-30 Name: Rest der ehem. Stiegenanlage zum Augustinerkloster und Bildstock GstNr.: 284/2 Stiege zum Augustinerkloster (Hallein) |
| ja   | Datei hochladen | Bildstock HERIS-ID: 9446 Objekt-ID: 5420                                                             | bei Schützengasse 3 Standort KG: Hallein         | Der Bildstock befindet sich rechts am Fuße der ehemaligen Stiegenanlage zum Augustinerkloster. | BDA-Hist.: Q38036753 Status: § 2a Stand der BDA-Liste: 2025-06-30 Name: Bildstock GstNr.: 177 |
| ja   | Datei hochladen | Wohnhaus, Kittlmühle HERIS-ID: 8927 Objekt-ID: 4891                                                  | Schützengasse 4, 6, 8 Standort KG: Hallein       | | BDA-Hist.: Q38023428 Status: Bescheid Stand der BDA-Liste: 2025-06-30 Name: Wohnhaus, Kittlmühle GstNr.: 175/2                                                                                    |
| ja   | Datei hochladen | Wohnhaus HERIS-ID: 9328 Objekt-ID: 5300                                                              | Schützinggasse 1 Standort KG: Hallein            | | BDA-Hist.: Q38033645 Status: Bescheid Stand der BDA-Liste: 2025-06-30 Name: Wohnhaus GstNr.: .208                                                                                                 |
| ja   | Datei hochladen | Wohn- und Geschäftshaus HERIS-ID: 40512 Objekt-ID: 40455                                             | Thunstraße 1 Standort KG: Hallein                | Das viergeschoßige Haus ist im Kern mittelalterlich; seine Fassade wurde aber später erneuert. Das Marmorportal ist mit 1773 bezeichnet. | BDA-Hist.: Q37995030 Status: Bescheid Stand der BDA-Liste: 2025-06-30 Name: Wohn- und Geschäftshaus GstNr.: .227                                                                                  |
| ja   | Datei hochladen | Bürgerhaus HERIS-ID: 9329 Objekt-ID: 5302                                                            | Thunstraße 4 Standort KG: Hallein                | | BDA-Hist.: Q38033655 Status: Bescheid Stand der BDA-Liste: 2025-06-30 Name: Bürgerhaus GstNr.: .255                                                                                               |
| ja   | Datei hochladen | Bürgerhaus HERIS-ID: 9330 Objekt-ID: 5303                                                            | Thunstraße 5 Standort KG: Hallein                | Das im Kern mittelalterliche viergeschoßige Haus weist im 1. Stock zwei Arkadenbögen aus dem 16. Jahrhundert auf. | BDA-Hist.: Q38033663 Status: Bescheid Stand der BDA-Liste: 2025-06-30 Name: Bürgerhaus GstNr.: .229 Thunstraße 5 (Hallein)                                                                        |
| ja   | Datei hochladen | Bürgerhaus HERIS-ID: 9331 Objekt-ID: 5304                                                            | Thunstraße 6 Standort KG: Hallein                | | BDA-Hist.: Q38033678 Status: Bescheid Stand der BDA-Liste: 2025-06-30 Name: Bürgerhaus GstNr.: .254                                                                                               |
| ja   | Datei hochladen | Bürgerhaus HERIS-ID: 9332 Objekt-ID: 5305                                                            | Thunstraße 7 Standort KG: Hallein                | Die später erneuerte Fassade des im Kern mittelalterlichen Bürgerhauses enthält ein kleines barockes Bild des Heiligen Wandels. | BDA-Hist.: Q38033693 Status: Bescheid Stand der BDA-Liste: 2025-06-30 Name: Bürgerhaus GstNr.: .230                                                                                               |
| ja   | Datei hochladen | Bürgerhaus HERIS-ID: 9333 Objekt-ID: 5306                                                            | Thunstraße 8 Standort KG: Hallein                | Das Marmorportal des im Kern mittelalterlichen Bürgerhauses ist mit 1762 bezeichnet. | BDA-Hist.: Q38033702 Status: Bescheid Stand der BDA-Liste: 2025-06-30 Name: Bürgerhaus GstNr.: .252                                                                                               |
| ja   | Datei hochladen | Bürgerhaus HERIS-ID: 9334 Objekt-ID: 5307                                                            | Thunstraße 9 Standort KG: Hallein                | | BDA-Hist.: Q38033723 Status: Bescheid Stand der BDA-Liste: 2025-06-30 Name: Bürgerhaus GstNr.: .231                                                                                               |
| ja   | Datei hochladen | Bürgerhaus HERIS-ID: 9335 Objekt-ID: 5308                                                            | Thunstraße 10 Standort KG: Hallein               | | BDA-Hist.: Q38033753 Status: Bescheid Stand der BDA-Liste: 2025-06-30 Name: Bürgerhaus GstNr.: .251                                                                                               |
| ja   | Datei hochladen | Bürgerhaus HERIS-ID: 9336 Objekt-ID: 5309                                                            | Thunstraße 12 Standort KG: Hallein               | | BDA-Hist.: Q38033770 Status: Bescheid Stand der BDA-Liste: 2025-06-30 Name: Bürgerhaus GstNr.: .244                                                                                               |
| ja   | Datei hochladen | Bürgerhaus HERIS-ID: 9337 Objekt-ID: 5310                                                            | Thunstraße 13 Standort KG: Hallein               | | BDA-Hist.: Q38033795 Status: Bescheid Stand der BDA-Liste: 2025-06-30 Name: Bürgerhaus GstNr.: .232                                                                                               |
| ja   | Datei hochladen | Ehem. Gasthaus zur Brücke, ehem. Salamifabrik Grabner HERIS-ID: 9338 Objekt-ID: 5311                 | Thunstraße 16 Standort KG: Hallein               | | BDA-Hist.: Q38033829 Status: Bescheid Stand der BDA-Liste: 2025-06-30 Name: Ehem. Gasthaus zur Brücke, ehem. Salamifabrik Grabner GstNr.: .236                                                    |
| ja   | Datei hochladen | Bürgerhaus HERIS-ID: 9339 Objekt-ID: 5312                                                            | Unterer Markt 3 Standort KG: Hallein             | | BDA-Hist.: Q38033839 Status: Bescheid Stand der BDA-Liste: 2025-06-30 Name: Bürgerhaus GstNr.: .267 Unterer Markt 3 (Hallein)                                                                     |
| ja   | Datei hochladen | Wohnhaus HERIS-ID: 9340 Objekt-ID: 5313                                                              | Unterer Markt 4 Standort KG: Hallein             | Das zweigeschoßige Wohnhaus ist im Kern spätmittelalterlich, erhielt seine Fassadengliederung aber erst in der 2. Hälfte des 19. Jahrhunderts. | BDA-Hist.: Q38033848 Status: Bescheid Stand der BDA-Liste: 2025-06-30 Name: Wohnhaus GstNr.: .78                                                                                                  |
| ja   | Datei hochladen | Bürgerhaus HERIS-ID: 9341 Objekt-ID: 5314                                                            | Unterer Markt 5 Standort KG: Hallein             | | BDA-Hist.: Q38033858 Status: Bescheid Stand der BDA-Liste: 2025-06-30 Name: Bürgerhaus GstNr.: .268 Unterer Markt 5 (Hallein)                                                                     |
| ja   | Datei hochladen | Bürgerhaus HERIS-ID: 9342 Objekt-ID: 5315                                                            | Unterer Markt 6 Standort KG: Hallein             | | BDA-Hist.: Q38033880 Status: Bescheid Stand der BDA-Liste: 2025-06-30 Name: Bürgerhaus GstNr.: .77 Unterer Markt 6 (Hallein)                                                                      |
| ja   | Datei hochladen | Café Braun HERIS-ID: 9343 Objekt-ID: 5316                                                            | Unterer Markt 8 Standort KG: Hallein             | Das viergeschoßige, im Kern spätmittelalterliche Bürgerhaus wurde 1968 umgebaut. | BDA-Hist.: Q38033916 Status: Bescheid Stand der BDA-Liste: 2025-06-30 Name: Café Braun GstNr.: .76 Unterer Markt 8 (Hallein)                                                                      |
| ja   | Datei hochladen | Bürgerhaus HERIS-ID: 9344 Objekt-ID: 5317                                                            | Unterer Markt 9, 11 Standort KG: Hallein         | | BDA-Hist.: Q38033936 Status: Bescheid Stand der BDA-Liste: 2025-06-30 Name: Bürgerhaus GstNr.: .270                                                                                               |
| ja   | Datei hochladen | Bürgerhaus HERIS-ID: 9345 Objekt-ID: 5318                                                            | Unterer Markt 10 Standort KG: Hallein            | | BDA-Hist.: Q38033970 Status: Bescheid Stand der BDA-Liste: 2025-06-30 Name: Bürgerhaus GstNr.: .75                                                                                                |
| ja   | Datei hochladen | Ehem. Gasthaus Blaue Traube HERIS-ID: 9346 Objekt-ID: 5319                                           | Unterer Markt 12 Standort KG: Hallein            | Im ersten Obergeschoß des ehemaligen Gasthauses ist ein mittelalterlicher Spion aus seiner Entstehungszeit erhalten. Ansonsten wurde die Fassade später erneuert. | BDA-Hist.: Q38033991 Status: Bescheid Stand der BDA-Liste: 2025-06-30 Name: Ehem. Gasthaus Blaue Traube GstNr.: .74                                                                               |
| ja   | Datei hochladen | Bürgerhaus HERIS-ID: 9347 Objekt-ID: 5320                                                            | Unterer Markt 13 Standort KG: Hallein            | Der Hof des viergeschoßigen Gebäudes weist Arkadengänge aus dem 16. Jahrhundert auf. | BDA-Hist.: Q38034014 Status: Bescheid Stand der BDA-Liste: 2025-06-30 Name: Bürgerhaus GstNr.: .271                                                                                               |
| ja   | Datei hochladen | Amtshof des Stiftes St. Peter in Salzburg HERIS-ID: 9348 Objekt-ID: 5321                             | Unterer Markt 15 Standort KG: Hallein            | Der ehemalige Amtshof des Stiftes St. Peter wurde 1338 erstmals urkundlich erwähnt und im Jahr 1704 umgebaut. Das linke Portal stammt aus dem späten 17. Jahrhundert, das rechte wurde 1930 verändert. | BDA-Hist.: Q38034077 Status: Bescheid Stand der BDA-Liste: 2025-06-30 Name: Amtshof des Stiftes St. Peter in Salzburg GstNr.: .274 Unterer Markt 15 (Hallein)                                     |
| ja   | Datei hochladen | Wohnhaus HERIS-ID: 9349 Objekt-ID: 5322                                                              | Unterer Markt 15a Standort KG: Hallein           | | BDA-Hist.: Q38034095 Status: Bescheid Stand der BDA-Liste: 2025-06-30 Name: Wohnhaus GstNr.: .276/8                                                                                               |
| ja   | Datei hochladen | Mauer des ehem. Mautsudhauses Neugoldegg HERIS-ID: 9444 Objekt-ID: 5418                              | Ursulaplatz Standort KG: Hallein                 | | BDA-Hist.: Q38036674 Status: Bescheid Stand der BDA-Liste: 2025-06-30 Name: Mauer des ehem. Mautsudhauses Neugoldegg GstNr.: 295/15                                                               |
| ja   | Datei hochladen | Wohnhaus HERIS-ID: 9350 Objekt-ID: 5323                                                              | Ursulaplatz 1 Standort KG: Hallein               | | BDA-Hist.: Q38034105 Status: Bescheid Stand der BDA-Liste: 2025-06-30 Name: Wohnhaus GstNr.: .151                                                                                                 |
| ja   | Datei hochladen | Bürgerhaus HERIS-ID: 9352 Objekt-ID: 5325                                                            | Wichtlhuberstraße 2 Standort KG: Hallein         | | BDA-Hist.: Q38034155 Status: Bescheid Stand der BDA-Liste: 2025-06-30 Name: Bürgerhaus GstNr.: .128/3                                                                                             |
| ja   | Datei hochladen | Bürgerhaus HERIS-ID: 9353 Objekt-ID: 5326                                                            | Wichtlhuberstraße 3 Standort KG: Hallein         | Das dreigeschoßige Bürgerhaus stammt im Kern aus dem Spätmittelalter. Die einfache Stuckumrahmung des Portals und der Fenster entstand um 1800. | BDA-Hist.: Q38034209 Status: Bescheid Stand der BDA-Liste: 2025-06-30 Name: Bürgerhaus GstNr.: .126                                                                                               |
| ja   | Datei hochladen | Bürgerhaus HERIS-ID: 9354 Objekt-ID: 5327                                                            | Wichtlhuberstraße 7 Standort KG: Hallein         | | BDA-Hist.: Q38034242 Status: Bescheid Stand der BDA-Liste: 2025-06-30 Name: Bürgerhaus GstNr.: .124                                                                                               |
| ja   | Datei hochladen | Bürgerhaus HERIS-ID: 9355 Objekt-ID: 5328                                                            | Wichtlhuberstraße 8 Standort KG: Hallein         | | BDA-Hist.: Q38034289 Status: Bescheid Stand der BDA-Liste: 2025-06-30 Name: Bürgerhaus GstNr.: .158                                                                                               |
| ja   | Datei hochladen | Bürgerhaus HERIS-ID: 9356 Objekt-ID: 5329                                                            | Wichtlhuberstraße 9 Standort KG: Hallein         | | BDA-Hist.: Q38034319 Status: Bescheid Stand der BDA-Liste: 2025-06-30 Name: Bürgerhaus GstNr.: .123 Wichtlhuberstraße 9, Hallein                                                                  |
| ja   | Datei hochladen | Bürgerhaus, Ottyhaus HERIS-ID: 9357 Objekt-ID: 5330                                                  | Wichtlhuberstraße 10 Standort KG: Hallein        | | BDA-Hist.: Q38034364 Status: Bescheid Stand der BDA-Liste: 2025-06-30 Name: Bürgerhaus, Ottyhaus GstNr.: .159/1 Wichtlhuberstraße 10, Hallein                                                     |
| ja   | Datei hochladen | Bürgerhaus HERIS-ID: 9358 Objekt-ID: 5331                                                            | Wichtlhuberstraße 11 Standort KG: Hallein        | | BDA-Hist.: Q38034383 Status: Bescheid Stand der BDA-Liste: 2025-06-30 Name: Bürgerhaus GstNr.: .122 Wichtlhuberstraße 11, Hallein                                                                 |
| ja   | Datei hochladen | Zuhaus zum Baumwirtshaus HERIS-ID: 9359 Objekt-ID: 5332                                              | Wichtlhuberstraße 12 Standort KG: Hallein        | Eine tonnengewölbte Durchfahrt führt in den Innenhof des im Kern spätmittelalterlichen Bürgerhauses. Der Name Baumwirtshaus bezieht sich auf den ehemaligen Gasthof Grüner Baum im Nachbarhaus. | BDA-Hist.: Q38034412 Status: Bescheid Stand der BDA-Liste: 2025-06-30 Name: Zuhaus zum Baumwirtshaus GstNr.: .161                                                                                 |
| ja   | Datei hochladen | Fürstenhaus HERIS-ID: 9360 Objekt-ID: 5333                                                           | Wichtlhuberstraße 16 Standort KG: Hallein        | | BDA-Hist.: Q38034436 Status: Bescheid Stand der BDA-Liste: 2025-06-30 Name: Fürstenhaus GstNr.: .164 Wichtlhuberstraße 16, Hallein                                                                |
| ja   | Datei hochladen | Wohnhaus HERIS-ID: 9361 Objekt-ID: 5334                                                              | Wiesengasse 1 Standort KG: Hallein               | | BDA-Hist.: Q38034484 Status: Bescheid Stand der BDA-Liste: 2025-06-30 Name: Wohnhaus GstNr.: .99                                                                                                  |
| ja   | Datei hochladen | Ehem. Kupferschmiede HERIS-ID: 9362 Objekt-ID: 5335                                                  | Wiesengasse 3 Standort KG: Hallein               | Die ehemalige Kupferschmiede ist in der Bausubstanz mittelalterlich. Über dem Segmentbogenportal ist ein Rundbild der Mondsichelmadonna aus der 2. Hälfte des 18. Jahrhunderts zu sehen. | BDA-Hist.: Q38034500 Status: Bescheid Stand der BDA-Liste: 2025-06-30 Name: Ehem. Kupferschmiede GstNr.: .105                                                                                     |
| ja   | Datei hochladen | Wohnhaus HERIS-ID: 9363 Objekt-ID: 5336                                                              | Wiesengasse 4 Standort KG: Hallein               | | BDA-Hist.: Q38034526 Status: Bescheid Stand der BDA-Liste: 2025-06-30 Name: Wohnhaus GstNr.: .125                                                                                                 |
| ja   | Datei hochladen | Wohnhaus HERIS-ID: 9364 Objekt-ID: 5337                                                              | Wiesengasse 5 Standort KG: Hallein               | | BDA-Hist.: Q38034550 Status: Bescheid Stand der BDA-Liste: 2025-06-30 Name: Wohnhaus GstNr.: .106                                                                                                 |
| BW   | Datei hochladen | Bauernhof (Anlage) HERIS-ID: 9365 Objekt-ID: 5338                                                    | Wiesengasse 7 Standort KG: Hallein               | | BDA-Hist.: Q38034563 Status: Bescheid Stand der BDA-Liste: 2025-06-30 Name: Bauernhof (Anlage) GstNr.: .111                                                                                       |
| ja   | Datei hochladen | Wohnhaus HERIS-ID: 9366 Objekt-ID: 5339                                                              | Wiesengasse 11 Standort KG: Hallein              | | BDA-Hist.: Q38034574 Status: Bescheid Stand der BDA-Liste: 2025-06-30 Name: Wohnhaus GstNr.: .112                                                                                                 |
| ja   | Datei hochladen | Bürgerhaus HERIS-ID: 9367 Objekt-ID: 5340                                                            | Wiesengasse 13 Standort KG: Hallein              | Das dreigeschoßige Bürgerhaus ist im Kern mittelalterlich. Die einfache Stuckumrahmung des Portals und der Fenster ist mit 1807 bezeichnet. | BDA-Hist.: Q38034623 Status: Bescheid Stand der BDA-Liste: 2025-06-30 Name: Bürgerhaus GstNr.: .113                                                                                               |
| ja   | Datei hochladen | Pfarrhof, Dechantshof HERIS-ID: 9368 Objekt-ID: 5341                                                 | Zechnerstraße 1, 3 Standort KG: Hallein          | Der dreigeschoßige Dechantshof östlich der Dekanatskirche ist im Kern mittelalterlich und wurde mehrfach umgebaut. Das Hauptportal mit gekapptem Kielbogen ist mit 1882 bezeichnet, das Wappen des Erzbischofs Markus Sittikus darüber mit 1616. | BDA-Hist.: Q38034644 Status: Bescheid Stand der BDA-Liste: 2025-06-30 Name: Pfarrhof, Dechantshof GstNr.: .399/1, .399/2                                                                          |
| ja   | Datei hochladen | Wohnhaus, Lechner-Haus HERIS-ID: 9369 Objekt-ID: 5342                                                | Zechnerstraße 2 Standort KG: Hallein             | | BDA-Hist.: Q38034663 Status: Bescheid Stand der BDA-Liste: 2025-06-30 Name: Wohnhaus, Lechner-Haus GstNr.: .405                                                                                   |
| ja   | Datei hochladen | Totenkapelle HERIS-ID: 9371 Objekt-ID: 5344                                                          | nahe Zechnerstraße 2 Standort KG: Hallein        | Die Totenkapelle südlich der Pfarrkirche wurde 1777 erbaut und dient seit 1953 als Kriegergedächtniskapelle. | BDA-Hist.: Q38034692 Status: Bescheid Stand der BDA-Liste: 2025-06-30 Name: Totenkapelle GstNr.: .403 Totenkapelle Hallein                                                                        |
| ja   | Datei hochladen | St. Peterskapelle HERIS-ID: 9373 Objekt-ID: 5346                                                     | neben Zechnerstraße 3 Standort KG: Hallein       | Die kleine gotische Kapelle südöstlich der Pfarrkirche ist an den Pfarrhof angebaut. Ein gekehltes spätgotisches Kielbogenportal führt in den schlichten Bau mit steilem Satteldach und Giebelreiter. Der zweijochige Innenraum weist ein Kreuzrippengewölbe auf. Der ehemalige Altar steht nun in der südlichen Chorkapelle der Pfarrkirche; seine Figuren befinden sich im Dommuseum zu Salzburg.                     | BDA-Hist.: Q38034773 Status: Bescheid Stand der BDA-Liste: 2025-06-30 Name: St. Peterskapelle GstNr.: .402 Peterskapelle Hallein                                                                  |